# Рембрандт (фильм, 2025)
«Рембрандт» (фр. Rembrandt) — будущий французский фильм режиссёра Пьера Шуллера по сценарию написанному им совместно с Анн-Луиз Тривидик. Главные роли исполнили Камиль Коттен и Ромен Дюрис.

## Сюжет
Супружеская пара инженеров обнаруживают, что их жизнь перевернулась с ног на голову после обнаружения трёх картин Рембрандта.

## В ролях
- Камиль Коттен
- Ромен Дюрис
- Селеста Брюнквель
- Дени Подалидес
- Бруно Подалидес

## Производство
В начале января 2022 года Национальный центр кинематографии и анимации (CNC) поддержал Пьера Шуллера, выделив ему финансирование на оплату его четвёртого полнометражного фильма «Рембрандт» с Сандрин Киберлен и Матьё Амальриком в главных ролях, сценарий которого он написал вместе с Анн-Луиз Тривидик в сотрудничестве с Виолетт Гарсия. Продюсером фильма выступил Ален Атталь через компанию Trésor Films.
В середине сентября 2023 года Камиль Коттен и Жиль Леллуш без объяснения причин заменили Сандрин Киберлен и Матье Амальрика.
В конце января 2024 года к Камиль Коттен присоединяются Ромен Дюрис, который пришёл на замену Жиля Леллуша, затем братья Дени и Бруно Подалидес и Селеста Брюнквель.
Съёмки начались 23 января 2024 года в Париже. Также съёмки проходили в Сент-Авольде (Мозель) на угольной электростанции и в Великобритании в течение одного дня. Съёмки должны завершиться 13 марта.
Композитором фильма стал Филипп Шуллер.
Дистрибьютор Zinc первоначально планировал выпустить фильм во второй половине 2024 года.